# Мусаев, Эльхан
Эльхан Мусаев — российский боец смешанного стиля (ММА), выступающий в ACA в тяжёлом и полутяжёлом весовых категориях. Известен по участию в турнирах престижной бойцовской организации ACA. Чемпион России по грэпплингу.

## Спортивные достижения
Грэпплинг
- Чемпионат России по грэпплингу  — [1]

## Статистика ММА
| Боёв 10         | Побед 9 | Поражений 1 |
| --------------- | ------- | ----------- |
| Нокаутом        | 2       | 0           |
| Сдачей          | 1       | 0           |
| Решением        | 6       | 1           |
| Ничьи           | 0       | 0           |
| Не состоявшихся | 0       | 0           |

| Результат | Рекорд | Соперник            | Способ                                    | Турнир                                     | Дата            | Раунд | Время | Место                   | Примечание         |
| --------- | ------ | ------------------- | ----------------------------------------- | ------------------------------------------ | --------------- | ----- | ----- | ----------------------- | ------------------ |
| Победа    | 9-1    | Эдналдо Оливейра    | Решением (единогласным)                   | ACA 147: Вартанян - Раисов                 | 4 ноября 2022   | 3     | 5:00  | Москва, Россия          |                    |
| Победа    | 8-1    | Вагнер Прадо        | Решением (единогласным)                   | ACA 133: Лима да Сильва - Бимарзаев        | 4 декабря 2021  | 3     | 5:00  | Санкт-Петербург, Россия |                    |
| Победа    | 7-1    | Евгений Поскотин    | Сабмишном (удушение ручным треугольником) | ACA 127: Керефов - Албасханов              | 28 августа 2021 | 1     | 0:57  | Краснодар, Россия       |                    |
| Поражение | 6-1    | Денис Смолдарев     | Решением (единогласным)                   | ACA 115: Исмаилов - Штырков                | 13 декабря 2020 | 3     | 5:00  | Москва, Россия          |                    |
| Победа    | 6-0    | Адам Богатырев      | Решением (единогласным)                   | ACA 110: Багов - Абдулаев                  | 5 сентября 2020 | 3     | 5:00  | Москва, Россия          |                    |
| Победа    | 5-0    | Александр Маслов    | Решением (единогласным)                   | MMA Series 8 Time of New Heroes 6          | 27 июня 2020    | 3     | 5:00  | Санкт-Петербург, Россия |                    |
| Победа    | 4-0    | Давит Модзманашвили | Техническим нокаутом (удары)              | BYE 11 Berkut Young Eagles                 | 2 ноября 2019   | 1     | 3:16  | Новороссийск, Россия    |                    |
| Победа    | 3-0    | Фардин Назари       | Техническим нокаутом                      | FFG - Fitness Fight Global: Governor's Cup | 18 августа 2019 | 1     | 0:52  | Мытищи, Россия          |                    |
| Победа    | 2-0    | Иван Жигалко        | Решением (единогласным)                   | GGC 3 - Gladius Glory Championship 3       | 5 апреля 2019   | 3     | 5:00  | Тверь, Россия           |                    |
| Победа    | 1-0    | Алексей Сидоренко   | Решением (единогласным)                   | Voronezh MMA Federation - Fight Riot 7     | 29 января 2016  | 3     | 5:00  | Воронеж, Россия         | Дебют в проф. ММА. |